# Стени (окръг Пафос)
Стенѝ (на гръцки: Στενή) е село в Кипър, окръг Пафос. Според Статистическата служба на Република Кипър през 2001 г. селото има 105 жители.
Намира се на 6 км югоизточно от Полис.